# Somoza-Clan
Der Somoza-Clan war eine Familie, die die Politik Nicaraguas in der Zeit von 1934 bis 1979 diktatorisch bestimmte. Sie stellte mehrere Male den Präsidenten des Landes und stützte ihre politische Macht ausschließlich auf die von Anastasio Somoza García gegründete Guardia Nacional de Nicaragua, die fast durchgehend unter ihrer direkten Befehls- und Kommandogewalt stand oder von Gewährsmännern geleitet wurde. Aufgrund ihrer antikommunistischen Haltung wurde die Familie während des Großteils der Zeit ihrer Herrschaft von den Vereinigten Staaten unterstützt.
Im Verlauf ihrer Herrschaft eignete sich die Familie ein riesiges Vermögen, teilweise unter rücksichtsloser Ausnutzung schwerer Notlagen der Bevölkerung, an (z. B. Abzweigung der internationalen Hilfsleistungen nach dem Erdbeben 1972), so dass sie am Ende der 1970er Jahre auch die Wirtschaft Nicaraguas dominierte.
1979 wurden die Somozas nach einem mehrjährigen Bürgerkrieg, in dem die Nationalgarde unter Missachtung der Menschenrechte gegen oppositionelle Kräfte vorging, von Sandinisten gestürzt und aus dem Land vertrieben.

## Familienmitglieder
Die Mitglieder der Somoza-Familie waren:
- Bernabé Somoza, Rebell im 19. Jahrhundert
- Anastasio Somoza García (1896–1956), Präsident von 1937 bis 1947 und von 1950 bis 1956, ⚭ Salvadora Debayle Sacasa (1895–1987)
  - Luis Somoza Debayle (1922–1967), Präsident von 1956 bis 1963, ⚭ Isabel Urcuyo Rodríguez (1924–2014)
    - Alvaro Somoza Urcuyo

  - Anastasio Somoza Debayle (1925–1980), Präsident von 1967 bis 1972 und von 1974 bis 1979, ⚭ Hope Portocarrero (1929–1991)
    - Anastasio Somoza Portocarrero (* 1951), nicaraguanischer General und Oberbefehlshaber der Nationalgarde bis 1979, ⚭ Marisa Celasco Somoza
      - Hope Somoza Celasco

  - José R. Somoza (1914–2004), nicaraguanischer General
  - Lillian Somoza Debayle (1921–2003), ⚭ Guillermo Sevilla Sacasa (1908–1997), ihr Gatte, Botschafter Nicaraguas in den USA von 1943 bis 1979